# Jerikos rose
Jerikos Rose (Selaginella lepidophylla) er en ørkenplante i Dværgulvefod-familien. Planten kan overleve lange perioder med næsten fuldstændig udtørring. I sådanne perioder mistes den grønne farve og planten krøller sig sammen. 

## Beskrivelse
Stænglerne har typiske skælagtige blade og danner en fladtrykt roset fra en kort rodstok med trævlerødder.
Diameter 10-25 cm, højde 5-10 cm.

## Hjemsted
Ørkenen i Chihuahua på grænsen mellem USA og Mexico. Lignende arter forekommer i andre ørkner. Navnet "Jerikos Rose" kan virke mærkværdigt for en plante der vokser i Nordamerika - det skyldes at planten nemt forveksles med planten Anastatica hierochuntica der faktisk vokser i Mellemøsten.

## Anvendelse
Som en anderledes plante i vindueskarmen.
| Portal | Portal:Botanik |

| Botanik | Spire Denne botanikartikel er en spire som bør udbygges. Du er velkommen til at hjælpe Wikipedia ved at udvide den. |